# Forår for Hitler
Forår for Hitler (originaltitlen The Producers) er en film fra 1968 skrevet og instrueret af Mel Brooks. Det er en satirisk komedie med Zero Mostel og Gene Wilder i hovedrollerne som to teaterproducere, der forsøger at lave et stort flop af en teaterforestilling for at narre penge fra investorerne.
Filmen blev en stor succes og blev belønnet med en oscar til Mel Brooks og en nominering til Gene Wilder. I 2001 lavede Mel Brooks Forår for Hitler som musical på Broadway. Den blev opført i København på Det Ny Teater i 2006. Musicalen blev i USA lavet til en film i 2005.

## Handling
Den aldrende teaterinstruktør Max Bialystock (Zero Mostel) har haft sin storhedstid, men lever nu af at lokke penge fra ældre damer. Men en dag vender lykken måske, da han får besøg af den lettere neurotiske revisor Leo Bloom (Gene Wilder). De finder på en fidus, der går ud på at finde det mest uduelige teaterstykke, som helt sikkert vil blive en fiasko, for at bruge mindre sponsorpenge end beregnet og snyde med regnskaberne. Til det formål skaffer de stykket Forår for Hitler, som er skrevet af en gammel nazist og handler om Adolf Hitlers liv. Derefter skaffer den mest uduelige instruktør, hans lettere homoseksuelle assistent og for at gøre det perfekt en hippie som Adolf Hitler! Det er dømt til at blive en fiasko, men forestillingen ender naturligvis med at blive så hylende morsom, at den bliver en stor succes.

## Medvirkende
- Zero Mostel – Max Bialystock
- Gene Wilder – Leo Bloom
- Dick Shawn – Lorenzo St. Du Bois
- Kenneth Mars – Franz Liebkind
- Estelle Winwood – Old Lady
- Christopher Hewett – Roger De Bris
- Lee Meredith – Ulla

## Priser
- Mel Brooks fik en Oscar for bedste originale manuskript
- Gene Wilder blev nomineret til en Oscar for bedste mandlige birolle.